# 男性生殖系統
男性生殖系統是由男性的各生殖器官或組織組成，和人類繁殖有關的系統。有些在體外，有些則在骨盆腔內。
男性主要的性器官是製造精子的睪丸，以及排出精液的陰莖。精子可以使女性體內的卵细胞受精，受精卵會發展成為胎兒。
男性生殖系統可以分為外生殖系統以及內生殖系統。外生殖系統包括陰莖及阴囊，內生殖系統包括附睾、输精管及精囊、前列腺、尿道球腺等器官或組織。

## 結構系統
|               | 1、膀胱      | 10、精囊腺 |
| 2、恥骨       | 11、射精管   |            |
| 3、陰莖       | 12、前列腺   |            |
| 4、陰莖海綿體 | 13、尿道球腺 |            |
| 5、龜頭       | 14、肛門     |            |
| 6、包皮       | 15、輸精管   |            |
| 7、尿道口     | 16、附睾     |            |
| 8、乙狀結腸   | 17、睾丸     |            |
| 9、直腸       | 18、陰囊     |            |

## 外生殖器官

### 陰莖
陰莖是男性的插入器官，呈長條形，且有膨脹的球狀尖端，稱為龟头，其外圍有包皮保護。當男性接收到性刺激時，陰莖會勃起，預備進行性行為。勃起是因為陰莖勃起組織的窦中充满了血液。此時陰莖的動脈擴張，而靜脈收縮，因此血液在受壓力下流進勃起软骨中。陰莖的營養是由陰部動脈供應。

### 陰囊
陰囊是袋狀結構，位於陰莖後面。陰囊支撐睪丸，而且有保護作用，其中也有許多的神經及血管。當溫度較低時，提睾肌及肉膜肌收縮使陰囊靠近身體，而肉膜肌讓陰囊表面有皺紋。當溫度上昇時，提睾肌及肉膜肌都會放鬆，使陰囊遠離身體，此時也就沒有皺紋了。
陰囊通過腹股溝管維持與腹部及骨盆腔的連通。由精索動脈（Spermatic artery）、靜脈、神經與結締組織形成的精索，會通過腹股溝管進入睾丸。

## 內生殖器官

男性內生殖器官

### 睾丸
睾丸是生殖腺的一部份，主要作用是產生精子和分泌雄性激素。

### 附睾
附睾是白色緊密盤繞的管子，在睾丸旁邊，可以使精子成熟，並且在精子進入输精管前儲存精子，输精管會將精子運送到壺腹腺（ampullary gland）和前列腺管。

### 输精管
输精管是長度約30公分的細管，從附睪一直到骨盆腔。將精子從附睪運送到射精管。

### 男性附屬腺體
有三個，男性附屬腺體分泌有潤滑作用的液體，並且提供精子營養，這些腺體分別是精囊、前列腺及尿道球腺（考伯氏腺）。

## 外部連接
- Аномалии мужских половых органов （页面存档备份，存于）（俄文）
- Причины мужского бесплодия（俄文）